# Bayern Monachium (piłka nożna kobiet)
FC Bayern Monachium – niemiecki klub piłki nożnej kobiet, mający siedzibę w mieście Monachium, na południu kraju. Jest sekcją piłki nożnej kobiet w klubie Bayern Monachium.

## Historia
Chronologia nazw:
- 1970: FC Bayern Monachium

Sekcją piłki nożnej kobiet w klubie Bayern Monachium została założona w roku 1970. Najpierw zespół występował w rozrywkach lokalnych. W 1974 po organizowaniu mistrzostw Niemiec przystąpił do rozgrywek, ale zajął drugie miejsce w grupie i nie zakwalifikował się do rundy play-off. W 1975 dotarł do finału rozgrywek, ale przegrał z Tennis Borussia Berlin. Dopiero w 1976 zdobył pierwszy tytuł mistrzowski wygrywając w rzutach karnych z Berlinem. W 1977 dotarł do półfinału, w 1978 do ćwierćfinału, a w 1979 do finału. W latach 80. klub dwa razy grał w finale (1982, 1985), czterokrotnie w półfinałach (1980, 1984, 1986, 1990), dwa razy w ćwierćfinale (1983, 1987) oraz trzykrotnie odpadł w pierwszej rundzie (1981, 1988, 1989).
W sezonie 1990/91 po utworzeniu Frauen-Bundesligi klub debiutował w grupie południowej, w której zajął 4.miejsce. W następnym sezonie 1991/92 zajął ostatnie 11.miejsce w grupie południowej i spadł do Regional-/Oberligi. Po prawie dziesięciu latach gry w niższych ligach w sezonie 2000/01 klub ponownie startował w Bundeslidze. Zdobyte 6.miejsce było sukcesem dla beniaminka. W kolejnych sezonach zajmował czwarte lub piąte miejsca (z wyjątkiem sezonu 2005/06 kiedy był ósmym). Dopiero w sezonie 2008/09 klub zdobył srebrne medale mistrzostw i zakwalifikował się do rundy kwalifikacyjnej Ligi Mistrzyń. Przez kolejne 5 lat był tuż za podium, zajmując miejsca od czwartego do szóstego. W 2015 po raz drugi w historii zdobył mistrzostwo kraju (pierwszy raz jako w rozgrywkach ligowych). W następnym sezonie 2015/16 powtórzył ten sukces.

## Stadion
Klub rozgrywa swoje mecze domowe na stadionie Grünwalder w Monachium, który może pomieścić 12500 widzów.

## Sukcesy

### Trofea międzynarodowe
- Liga Mistrzyń UEFA:
  - ćwierćfinalista (1): 2016/17

### Trofea krajowe
- Frauen-Bundesliga (I poziom):
  - mistrz (7): 1976, 2014/15, 2015/16, 2020/21, 2022/23, 2023/24, 2024/25
  - wicemistrz (11): 1973 (nieof.), 1975, 1979, 1982, 1985, 2008/09, 2016/17, 2017/18, 2018/19, 2019/20, 2021/22

- Frauen-2.Bundesliga (II poziom):
  - mistrz (1): 1999/00 (gr.południowa)

- Puchar Niemiec:
  - zdobywca (2): 2011/12, 2024/25
  - finalista (4): 1987/88, 1989/90, 2017/18, 2023/24

- Bundesliga Cup:
  - zdobywca (2): 2003, 2011

- Mistrzostwa Bawarii w piłce nożnej kobiet:
  - zdobywca (21): 1972–1990 (19 kolejnych), 2000, 2004

- Puchar Bawarii w piłce nożnej kobiet:
  - zdobywca (8): 1982, 1984, 1985, 1986, 1987, 1988, 1989, 1990

## Piłkarki
| Nr | Poz. | Piłkarz                     |
| -- | ---- | --------------------------- |
| 2  | OB   | Gina Lewandowski            |
| 3  | OB   | Stefanie van der Gragt      |
| 5  | OB   | Caroline Abbé               |
| 6  | OB   | Katharina Baunach           |
| 7  | PO   | Melanie Behringer (kapitan) |
| 8  | PO   | Melanie Leupolz             |
| 9  | PO   | Vanessa Bürki               |
| 10 | NA   | Vivianne Miedema            |
| 11 | NA   | Lena Lotzen                 |
| 13 | NA   | Mana Iwabuchi               |
| 14 | PO   | Sarah Romert                |
| 15 | OB   | Nora Holstad                |
| 16 | PO   | Claire Falknor              |

| Nr | Poz. | Piłkarz               |
| -- | ---- | --------------------- |
| 18 | NA   | Lisa Evans            |
| 19 | OB   | Carina Wenninger      |
| 20 | OB   | Leonie Maier          |
| 21 | PO   | Simone Laudehr        |
| 22 | OB   | Verena Faißt          |
| 25 | OB   | Viktoria Schnaderbeck |
| 27 | PO   | Anna Gerhardt         |
| 28 | BR   | Jacintha Weimar       |
| 29 | NA   | Nicole Rolser         |
| 31 | BR   | Manuela Zinsberger    |
| 32 | BR   | Tinja-Riikka Korpela  |
| 33 | PO   | Sara Däbritz          |
| 35 | PO   | Verena Wieder         |